# Kunststof hamer

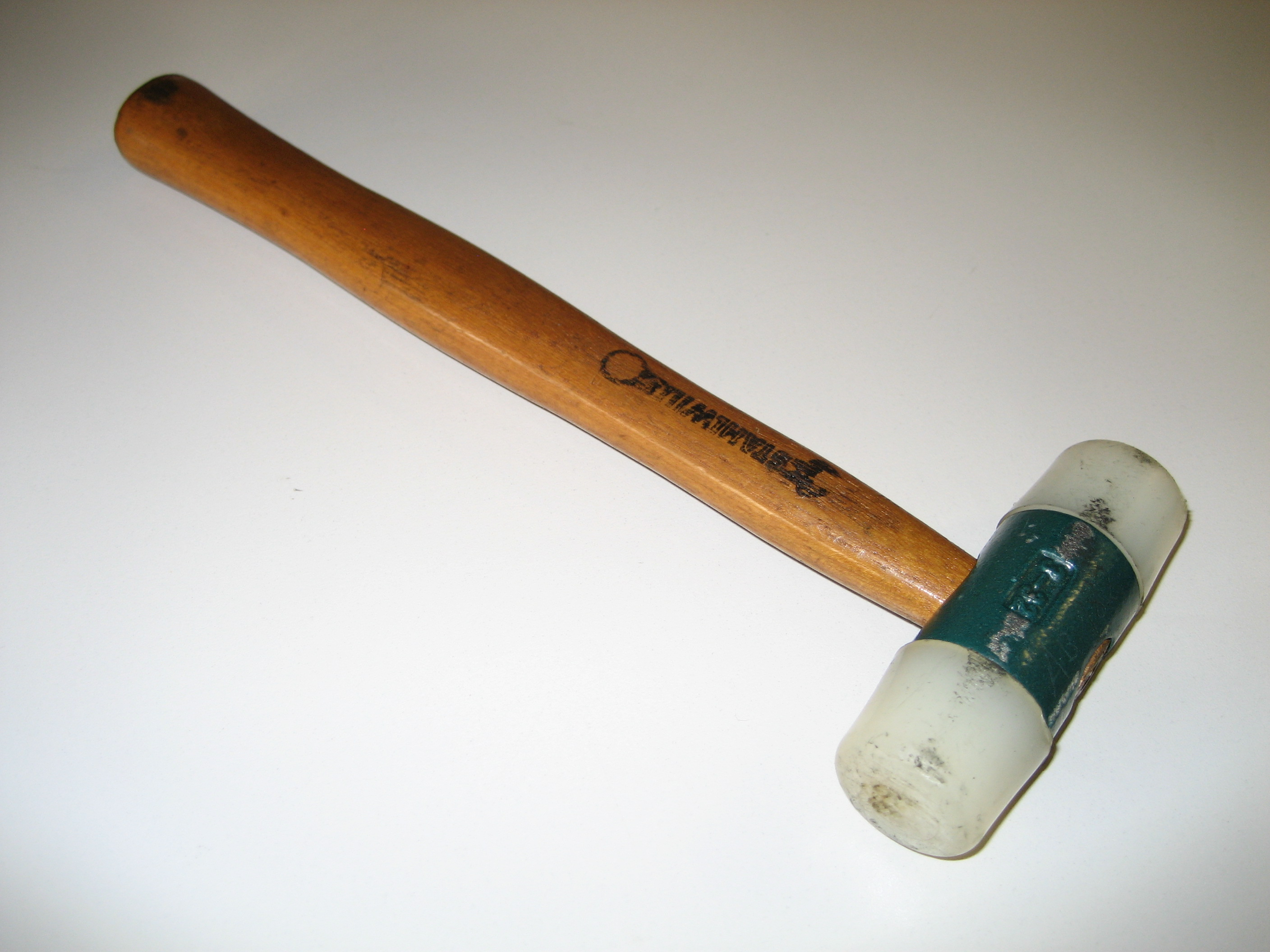
Kunststof hamer

Een kunststof hamer is een hamer waarvan de hamerkop aan elk uiteinde voorzien is van een slagvaste kunststofdop.
Kunststofhamers worden gebruikt voor montagedoeleinden en plaatbewerkingen. Deze hamers 'veren' nagenoeg niet terug. De doppen kunnen vast of opschroefbaar zijn en zijn meestal gemaakt van nylon. Afneembare doppen zijn verkrijgbaar in verschillende hardheden.